# Paroles d'hommes
 (juin 2025).
Motif : pas de sources secondaires centrées sur l'émission, notoriété pas démontrée, une mention dans Robert Arnaut serait sans doute suffisante.
- Archive Wikiwix
- Bing
- Cairn
- DuckDuckGo
- E. Universalis
- Gallica
- Google
- G. Books
- G. News
- G. Scholar
- Persée
- Qwant
- (zh) Baidu
- (ru) Yandex
- (wd) trouver des œuvres sur Wikidata

| 1. | Préciser le motif de la pose du bandeau. | Précisez le motif de la pose du bandeau en utilisant la syntaxe suivante : {{admissibilité à vérifier\|date=juin 2025\|motif=remplacez ce texte par le motif}}                        |
| 2. | Informer les utilisateurs concernés.     | Pensez à avertir le créateur de l'article, par exemple, en insérant le code ci-dessous sur sa page de discussion : {{subst:avertissement admissibilité à vérifier\|Paroles d'hommes}} |

Paroles d'hommes sont une série hebdomadaire d'émissions radiophoniques diffusées chaque samedi sur France Inter de 17 h à 18 h. Elle fut produite et animée par Robert Arnaut pendant les années 1970 et 80 (jusqu'en 1985).